# Paratemnoides pococki
Espèce
Synonymes
- Chelifer pococki With, 1907

Paratemnoides pococki est une espèce de pseudoscorpions de la famille des Atemnidae.

## Distribution
Cette espèce est endémique de l'île Christmas dans l'océan Indien.

## Étymologie
Cette espèce est nommée en l'honneur de Reginald Innes Pocock.

## Publication originale
- With, 1907 : On some new species of the Cheliferidae, Hans., and Garypidae, Hans., in the British Museum. Journal of the Linnean Society of London, Zoology, vol. 30, p. 49-85.